# Бренді Тейлор
Бренді Тейлор (англ. Brandy Talore, нар. 2 лютого 1982 року) — американська порноакторка.

## Біографія
Виросла в муніципалітеті Геноя (англ. Genoa) в передмісті Толідо, штат Огайо. Тут пішла в школу. Бренди зростала як томбой, грала в софтбол, була чирлідеркою.
Після 20 років народила першу дитину. Заради грошей взяла участь у кількох еротичних фотосесіях для сайтів, що рекламують автомобілі. Потім почала працювати стриптизеркою під псевдонімом Бренді Тейлор. Перейшовши в еротичний моделінг, виявила, що сайт під її іменем уже зайнятий, і змінила прізвище з Taylor на Talore.
З 2004 року Тейлор почала зніматися в порнофільмах, переконавшись, що її сім'я прийме це.
Першим порнофільмом за її участю стала стрічка компанії Digital Sin, її першим партнером в жанрі XXX став Бен Інгліш.
Із початку зйомок у порнофільмах Бренді Тейлор відмовлялась від участі в сценах з анальним сексом.
На 2013 рік Бренді Тейлор знялась у 166 порнофільмах.

## Особисте життя
27 вересня 2007 року народила другу дитину, доньку.

## Премії
- 2006 F.A.M.E. Award — Favorite Rookie Starlet of the Year (разом із Алектрою Блу)[7]